# Muta umida

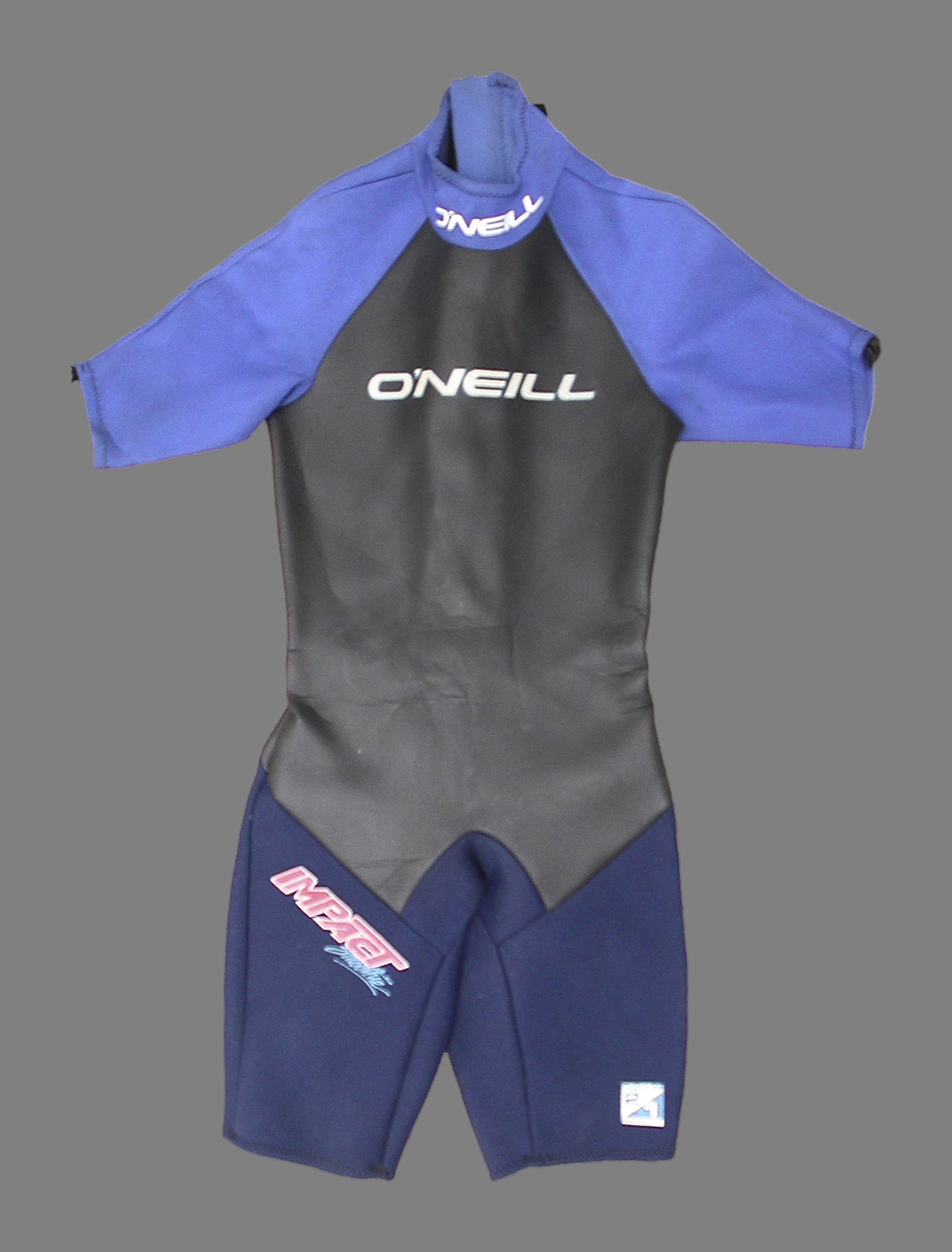
Una muta umida shorty.

Una muta umida è un particolare tipo di muta subacquea, un indumento impermeabile e termoisolante necessario nelle immersioni subacquee per resistere al freddo.
Poiché una generica immersione dura da un quarto d'ora ad alcune ore, salvo casi particolari un subacqueo, un apneista o chiunque debba restare in acqua per periodi prolungati non può fare a meno di una muta di qualche tipo, pena l'ipotermia o comunque un'esperienza tutt'altro che piacevole.

## Caratteristiche
La muta umida utilizzata ad esempio per la pesca in apnea è realizzata in neoprene, materiale impermeabile, ma l'acqua circolerà comunque dalle estremità: in particolare più la muta è aderente al corpo del sub meglio svolgerà la sua funzione di isolante termico, riducendo il ricircolo tra l'ambiente esterno e il sottile strato di acqua che si mantiene tra la muta e la pelle del sub.
È commercializzata in differenti forme, shorty (a maniche e gambe corte) oppure a maniche lunghe, monopezzo oppure salopette e giacca, e in differenti spessori, da 1 o 2 mm per immersioni in acque particolarmente temperate fino a mute di 8 mm per immersioni in acque fredde.
Inoltre è possibile realizzarla in diversi tipi di neoprene (microcellulare o macrocellulare) con o senza fodera, a seconda dell'uso specifico che se ne farà.
Liscio-spaccata, foderata-spaccata, foderata-foderata.
Il primo aggettivo indica la parte di neoprene all'esterno, il secondo la parte a contatto con la pelle. 
La muta in Liscio-spaccato grazie alle bollicine ("Spaccate" al momento del taglio del neoprene) che a contatto con la pelle fanno da microventose è quella che aderisce di più al corpo limitando (se fatta su misura quasi azzerando) il ricambio di acqua, consentendo quindi un ottimo isolamento termico.
L'assenza di fodera e cerniere le conferiscono un'elasticità eccezionale.
La parte esterna liscia permette all'acqua di scivolare via rapidamente e quindi una rapida asciugatura.(ottima caratteristica per chi fa spostamenti in gommone).
D'altro canto è molto delicata (sensibile a tagli sugli scogli) e per essere indossata ha bisogno di un lubrificante (acqua saponata ecc...).
La foderata-spaccata unisce alle caratteristiche coibenti della liscio-spaccata una elevata resistenza all'abrasione.
Sarà però meno elastica e fuori dall'acqua si asciugherà molto più tardi. È sempre necessario un lubrificante per indossarla.
La foderata-foderata è senza dubbio la più pratica.
Non necessita di lubrificante per indossarla ed è molto resistente.
Però è la più fredda (consigliata solo per il periodo estivo) e la più rigida.
Da notare che la muta tende a galleggiare, rendendo positivo l'assetto del sub: la galleggiabilità e l'isolamento termico si riducono però con la profondità, in quanto l'aumento di pressione tende a comprimere le cellule gassose di cui è composto il neoprene.